# Johann Friedrich Höger
Pour les articles homonymes, voir Höger.

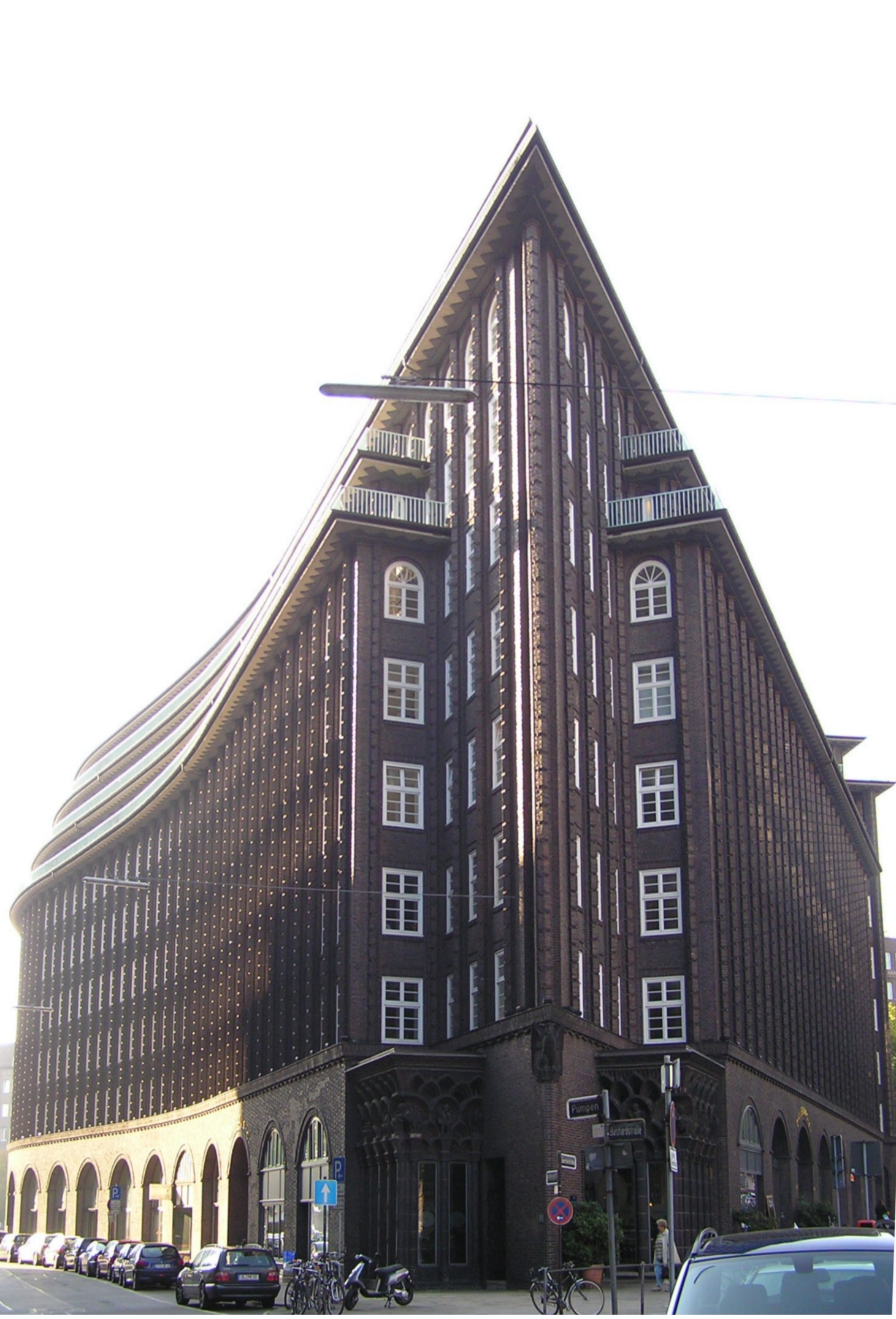
La Chilehaus à Hambourg par Fritz Höger

Johann Friedrich (Fritz) Höger, né le 12 juin 1877 et mort le 21 juin 1949, est un architecte allemand.
Son œuvre la plus connue est le bâtiment Chilehaus à Hambourg, parangon de l'architecture expressionniste en briques, construite entre 1922 et 1924 pour l'importateur de salpêtre Henry Sloman. Höger a construit de nombreux autres bâtiments de bureaux, une école comprenant un planétarium, la Kirche am Hollenzollernpatz à Berlin et l'hôtel de ville de Wilhelmshaven.
Quoique Höger eut quelques sympathies avec le national-socialisme (membre de la NSDAP en 1932), son style expressionniste ne plut guère à Hitler. Ainsi, comme Höger ne se plia pas au goût plus en vogue chez les nazis penchant vers un classicisme en marbre, il ne put obtenir le statut d'architecte d'État.

### Source de la traduction
- (en) Cet article est partiellement ou en totalité issu de l’article de Wikipédia en anglais intitulé « Johann Friedrich Höger » (voir la liste des auteurs).